# 金榮桓
金 榮桓（キム・ヨンファン、きん えいかん、김영환、1970年12月21日 - ）は、韓国の囲碁棋士。釜山出身、韓国棋院所属、九段。東洋証券杯世界選手権戦ベスト4など。

## 経歴
1984年、第1回世界青少年囲碁選手権大会で優勝。1987年入段。1996年四段、真露杯出場、東洋証券杯ベスト4に進出し、金承俊、崔明勲とともにポスト李昌鎬の新鋭三傑の一人とされた。2001、02年に中国甲級リーグに福建チームで出場。2003年七段、KT杯マスターズ戦ベスト8。2005年電子ランド杯王中王戦白虎組準優勝、八段。2008年九段。2009年バッカス杯天元戦ベスト8。
韓国囲碁リーグでは、2005年新星建設、06年毎日乳業で出場。2007-08年に蔚山デ−アチェ監督、2009年は仁川Batoo監督。韓国棋士ランキングでは2006年45位

### 主な棋歴
- 東洋証券杯世界選手権戦 ベスト4 1996年（○周俊勲、○劉小光、○柳時熏、×曺薫鉉）
- 真露杯SBS世界囲碁最強戦 第5回1996年 0-1（×兪斌）
- 中国囲棋甲級リーグ戦
  - 2001年（福建紅古田）
  - 2002年（福建紅七匹狼）
- 韓国囲碁リーグ
  - 2005年（新星建設）
  - 2006年（毎日乳業）